# Framboise Gommendy
 (août 2024).
Framboise Gommendy, née le 8 janvier 1961 à Madagascar, est une comédienne et traductrice française. 
Elle est principalement connue pour son travail dans le doublage de jeux vidéo, notamment pour ses rôles dans la version française de Metal Gear Solid. Elle a également travaillé comme traductrice et a participé à l'organisation de compétitions sportives internationales.

## Biographie
Framboise Gommendy a commencé sa carrière dans divers métiers, travaillant comme serveuse et chauffeur pour l'ambassade canadienne à Paris,.
Elle a ensuite suivi une formation de danseuse classique avec les Ballets de Monte-Carlo et a étudié à l’Atelier Michel Fugain à Nice. Framboise a également étudié au Studio Art Set avec Marc Serhan et au Théâtre de l'Atelier à Paris avec Jean Darnel. Elle a poursuivi sa formation à l'Actor's Studio à New York avec Jack Waltzer et à Paris avec Maurice Bénichou et Annie Girardot.
Elle a commencé sa carrière d'actrice au théâtre, jouant dans des pièces telles que Cheap and Tearful de John Cargill-Thompson, C'est encore mieux l'après-midi de Jean Poiret et Le Mur de Kim Ok Jeong. Elle a également participé à des productions télévisées comme L'Héritière réalisé par Alain Tasma et Les Mystères de Paris réalisé par André Michel,.
En parallèle, elle est active dans le doublage de jeux vidéo, prêtant sa voix à des personnages emblématiques tels que Meryl Silverburgh et Sniper Wolf dans la version française de Metal Gear Solid. Elle a également traduit l'intégralité des dialogues du jeu en français.
Elle a également travaillé sur des projets cinématographiques, collaborant avec des réalisateurs comme Luc Besson pour Jeanne d'Arc, où elle a joué la mère de Jeanne, interprétée par Milla Jovovich. En 1992, elle décroche le rôle d'Isabelle Leduc dans la série britannique Eldorado (en).
En dehors de sa carrière artistique, Framboise Gommendy a participé à l'organisation de deux Coupes du Monde de squash et est impliquée dans le monde du sport, notamment en Égypte. Elle a commencé à écrire pour ce sport dès 1986 pour SquashMag. Elle est également journaliste pour des sites dédiés au squash, SquashSite et Sitesquash, qu'elle a créé avec son associé Steve Cubbins,,,.

## Filmographie

### Cinéma
- 1999 : Jeanne d'Arc de Luc Besson : la mère de Jeanne[9]

### Courts-métrages
- 1979 : La Jeune Veuve de Robert Rousson
- 1988 : Les images de la mère Charron de Gerry Meaudre
- 2000 : Clémentine... plein de choses que vous savez pas! de Francis Allègre et Luis España : la mère de Clémentine

### Téléfilms
- 1981 : Le Fils Père de Serge Korber
- 1988 : Frenchies' Folies de Roger Pradines
- 1998 : Le Nuage de Fernando E. Solanas
- 2009 : Les trois messes basses de Jacques Santamaria[10],[11]
- 2014 : L'Héritière d'Alain Tasma : Stéphanie

### Séries télévisées
- 1980 : Les Mystères de Paris d'André Michel
- 1992-1993 : Eldorado (en) : Isabelle Leduc[12]

## Doublage

### Jeux vidéo
- 1995 : Pro Pinball: The Web (en) : voix additionnelles
- 1995 : L'Amazone Queen : voix additionnelles
- 1995 : In the 1st Degree (en) : voix additionnelles
- 1996 : Pro Pinball (en) : voix additionnelles
- 1997 : G-Police : voix additionnelles
- 1997 : Fallout : voix additionnelles
- 1998 : Vigilante 8 : voix additionnelles
- 1998 : Micro Machines V3 : Mademoiselle Cherry
- 1998 : MediEvil : voix additionnelles
- 1998 : L'Anniversaire d'Arthur : voix additionnelles
- 1998 : Spyro the Dragon : Zoé, la sorcière et Sheila
- 1999 : Metal Gear Solid : Meryl Silverburgh
- 1999 : Metal Gear Solid : Sniper Wolf
- 1999 : Ape Escape : Spike / Katie
- 1999 : Tellurian Defense : voix additionnelles
- 1999 : Syphon Filter : voix additionnelles
- 1999 : Crash Team Racing : Coco Bandicoot
- 2000 : Spyro 2: Ripto's Rage! : voix additionnelles
- 2001 : Civilization III : voix additionnelles
- 2008 : Medieval II: Total War : voix féminines

### Voix off
Films
- 1997 : Anna Karénine
- 1998 : Légionnaire
- 1999 : Sofies verden
- 1999 : Anna et le Roi
- 2001 : Frères d'armes
- 2001 : Charlotte Gray
- 2002 : La Mémoire dans la peau
- 2002 : Ella and The Mothers

Séries télévisées
- 2012 : Spy : Sophie (voix)

Télévision
- 1992 : Tom & Jerry
- 1995 : The Mask
- 1997 : Johnny Bravo

## Théâtre
- Cheap and Tearful de John Cargill-Thompson. Mis en scène par Andy Stanson
- Sacred Hearts de Sue Glover
- C'est encore mieux l'après-midi de Jean Poiret / Ray Cooney. Mis en scène par Pierre Mondy
- Le Mur de et mis en scène par Kim Ok Jeong / Istambul
- Étoile Rouge de Pierre Bourgeade. Mis en scène par Jacques Ardouin
- Femmes / Voile de l'Aurore écrit et mis en scène par Jacques Faure
- Les Trousseurs Troussés écrit et mis en scène par les Tréteaux de Nice